# 신상군
신상군(新上郡)은 정평군의 남부 지역과 영흥군 2개리, 그리고 함주군 선덕면(1941년까지는 정평군의 영역이었다.)을 분리해 신설한 군이다. 1974년에 정평군에 재병합되었다.